# 오십천 (삼척시)
오십천(五十川)은 대한민국 강원특별자치도 태백시와 삼척시의 경계인 백병산에서 시작되어 동해로 흘러드는 하천이다. 총길이 46.06킬로미터, 유역면적은 350.16제곱킬로미터로 좁은 편이다. 곡류가 심하여 동해로 흘러가기까지 50번가량 꺾여야 한다고 해서 오십천이라는 이름이 붙었다.
죽서루에서 굽어보는 오십천 경관과 강 건너에서 바라보는 죽서루와 절벽부의 경관이 뛰어나, 죽서루 주변 37,321m2이 명승 제28호로 지정되어 있으며, 2023년 12월 28일 환경부에서 보도자료 통하여 오십천 (삼척시)포함한 20개 지방하천을 2월초에 국가하천으로 승격 할 예정이다.

## 하천쟁탈

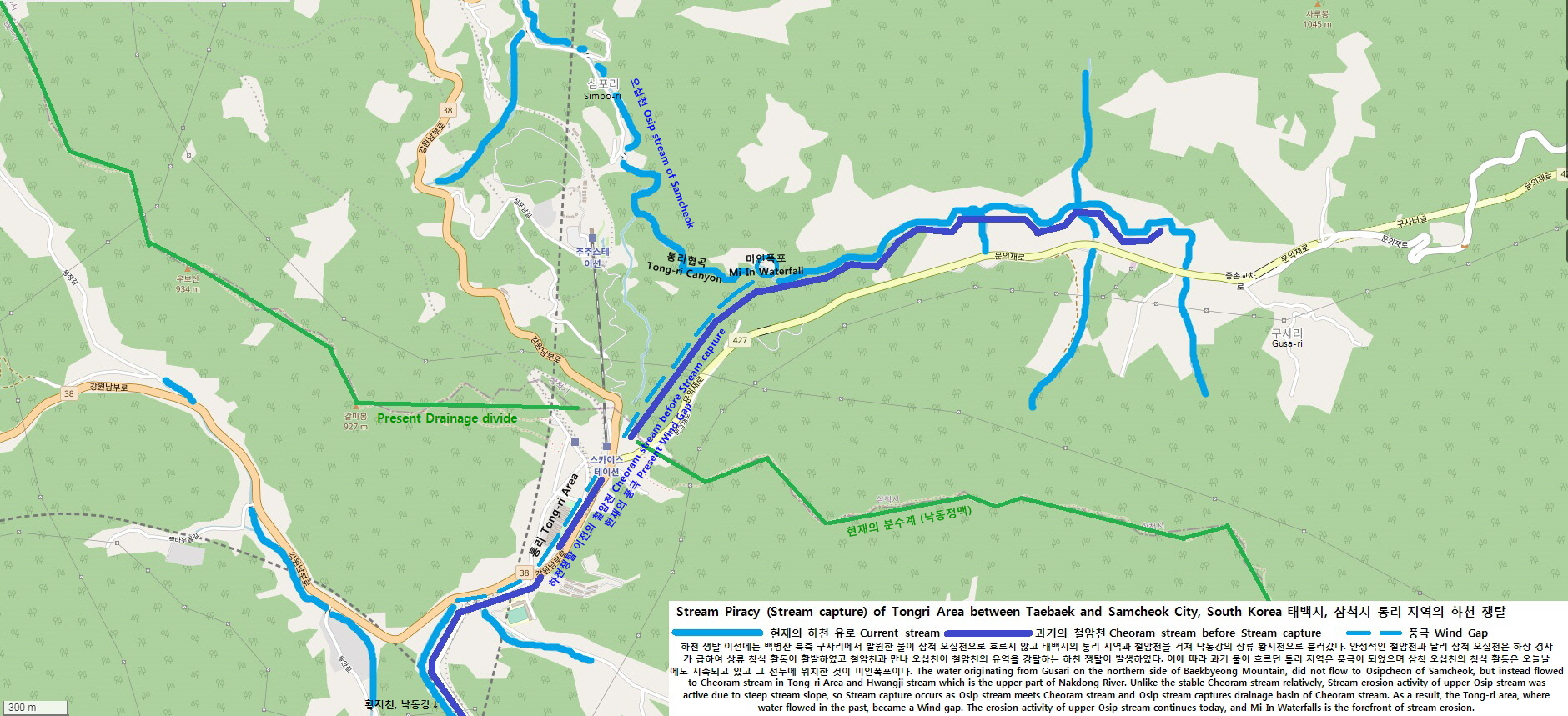
삼척시, 태백시 통리 지역의 하천 쟁탈

통리협곡과 미인폭포가 발달하는 통리 일대는 과거에 하천 유역이 바뀐 하천쟁탈 현상이 일어난 곳이다. 원래는, 백병산(1260.6 m) 북측에서 발원한 물은 삼척시의 오십천으로 가지 않고 태백시의 통리역과 철암천을 거쳐 낙동강 수계인 황지천으로 흘러가는 하천이었으며 이때는 미인폭포도 없었다. 안정된 철암천과 달리 동해바다로 흘러가는 삼척의 오십천은 하상 경사가 급하여 하천 상류가 지속적으로 침식되고 결국 철암천과 만나 삼척의 오십천이 철암천의 유역을 빼앗는 하천 쟁탈 현상이 발생하였다. 이로 인해 철암천의 발원지는 백병산에서 연화리 양지로 변경되고 과거 물이 흐르던 통리 지역은 풍극(Wing gap)이 되어 물이 흐르지 않게 되었다. 현재도 삼척 오십천에는 계속해서 침식 작용이 발생하고 있으며 침식 활동의 선두에 위치한 것이 바로 미인폭포이다. 통리 지역에는 하천퇴적물이 분포하고 있어 풍극임이 확실하다.

## 지류
- 무릉천
- 내미로천

## 같이 보기
- 삼수령
- 오십천 단층

## 참고 문헌
- 오십천 - 국가유산청 국가유산포털

1. ↑  “환경부 보도·설명 - (참고) ‘지방하천 20곳 국가하천으로 승격’ 국가가 직접 홍수 관리한다”. 2024년 1월 1일에 확인함.
2. ↑  명남재 (경동엔지니어링) (2014년). “인간과 하천 6 - 통리협곡이 하천쟁탈 현장이라고?”. 하천과 문화.